# 金沢中央農業協同組合
金沢中央農業協同組合（かなざわちゅうおうのうぎょうきょうどうくみあい）は、石川県金沢市に本所を置く農業協同組合である。

## 沿革
- 1974年（昭和49年）8月1日 - 設立。